# Torre del Danubio
La Torre del Danubio (en alemán: Donauturm) es una torre de telecomunicaciones situada en Viena. Recibe su nombre del río Danubio que atraviesa la ciudad. Abrió sus puertas en abril de 1964, con sus 252 metros (827 pies), y es la estructura más alta de Austria, situándose entre las 70 torres más altas del mundo. La torre está situada cerca de la orilla norte del río, en el distrito de Donaustadt de la capital austriaca. Las colinas de Leopoldsberg y Kahlenberg son visibles al fondo de su localización.

## Historia
La Donauturm fue construida durante 1962-1964, tal como fue diseñada por el arquitecto local Hannes Lintl, con motivo de la Exposición Internacional de Horticultura de Viena de 1964. La torre que mide 252 metros (827 pies) de altura fue pionera en construcciones de tanta envergadura para su época y tuvo su comienzo de obras el 12 de octubre de 1962 y después de aproximadamente 18 meses de construcción, bajo la supervisión de Eberhard Födisch, la torre fue inaugurada oficialmente el 16 de abril de 1964 por el presidente federal Adolf Schärf.
Desde entonces, se ha convertido en parte del skyline de Viena y se ha convertido en un mirador popular y una atracción turística propia de la ciudad. La torre está situado en el centro del parque Donaupark, que fue construido para albergar la feria hortícola en Donaustadt, el distrito 22 de Viena, cerca de la orilla norte del Danubio.

## Tecnología
Dos ascensores de alta velocidad transportan a los pasajeros en el interior de la torre hasta una altura de 150 metros. Cada ascensor puede llevar hasta 14 pasajeros, le basta con sólo 35 segundos para llegar a la plataforma de observación. Con días de vientos fuertes, los ascensores sólo viajan a velocidad media a causa de la posible fluctuación de la torre: el movimiento del cable del ascensor podría ser peligroso. Hasta la plataforma también se puede llegar a pie, sin embargo, las escaleras son, por lo general un medio de acceso para ocasiones especiales o para alguna emergencia.

## Uso
En la parte superior de la estructura se colocan antenas y transmisores de radio, así como antenas de las redes de telefonía móvil, estaciones privadas de radio VHF y varios otros servicios de rádio y telecomunicación.

## Actividades
En la torre también se sitúan dos restaurantes giratorios uno a una altura de 160 metros y el otro a 170 metros que ofrecen una visión variada sobre la capital austriaca y el discurso del río Danubio. Se necesitan en total 52 minutos para que la plataforma complete una vuelta completa. Los restaurantes eran originalmente idénticos en gran parte, sin embargo, ahora el de la parte superior es un restaurante (llamado "Donauwalzer") y el más baja es un restaurante cafetería (llamado "Panorama"). 
Desde la plataforma de observación puede practicarse puentismo, empleando a tal efecto una plataforma que sobresale del mirador. Se utiliza a veces en los meses de verano.

## Turismo
Según la lista organizada por la Junta de Turismo de Viena establecida de las atracciones más visitadas, la Donauturm está en 9.º lugar con 419.635 visitantes anuales entre los años 2000 y 2008. Los datos publicados por las empresas privadas que operan en el lugar difieren ligeramente de él, y se sitúan en unas cifras aproximadamente entre 450.000 y 460.000 visitantes.